# Metamerizem
Metamerizem je pojav, pri katerem dve barvi z različno spektralno sestavo izgledata enako pri določeni osvetlitvi.
METAMERIZEM (Metamerism, Me-tameric Pair) Pojav, kjer sta barvi dveh objektov v določenih razmerah oz. pri določeni svetlobi vizualno enaki, pri drugi svetlobi pa različni. Taki barvi sta torej samo pogojno enaki - metameri.